# کارلوس گریسی
کارلوس گریسی (پرتغالی برزیلی: Carlos Gracie؛ تلفظ برزیلی: کارلوس گِـرَسی؛ ‏ ۱۴ سپتامبر ۱۹۰۲ – ۷ اکتبر ۱۹۹۴) ورزشکار هنرهای رزمی ترکیبی اهل برزیل بود. او به همراه برادر کوچکترش هلیو گریسی و همچنین لوئیس فرانسا و اوزوالدو فادا، «جوجیتسو برزیلی» را با استفاده از آموزه‌های میتسویو مائدا از «کانو جوجیتسو» تکوین و توسعه دادند.